# 콩콩돌이 펑키
《콩콩돌이 펑키》(妖精ディック)는 1992년 일본 NHK BS2에서 제작된 판타지 애니메이션이다. 초록색 피부를 지닌 집 요정 펑키의 이야기를 그리고 있으며, 1996년에 KBS에서 방영되었다. 캐서린 브릭스의 소설 요정 딕을 바탕으로 한다.

## 등장인물
- 딕 (펑키)
- 앤 세커
- 조엘 위디슨
- 딤블비 부인
- 빅토리아
- 위디슨
- 위디슨 부인
- 라첼 위디슨
- 마샤 위디슨
- 세니얼 위디슨
- 케이트 위디슨
- 조나슨
- 비도스 부인
- 샤를로트
- 조지
- 말킨스
- 오디프루스 부인
- 마더 다크
- 올드크림
- 키키
- 로버트

## 방영 에피소드
1. 펑키
2. 장난꾸러기 펑키
3. 새 거주자
4. 숲속의 마녀
5. 갑작스런 방문
6. 앤이 돌아오다
7. 앤의 생활
8. 마법의 병
9. 다락방의 비밀
10. 말킨스의 저주
11. 요정 여왕
12. 크리스마스의 마법
13. 마더 다크 1부
14. 마더 다크 2부
15. 중요한 편지
16. 거위깃털의 마법
17. 서둘러! 조엘
18. 불청객
19. 불행한 요정
20. 요정의 분노
21. 요정나라를 찾아서
22. 폭풍우
23. 얼음의 요정
24. 유령에게 빵을 주다
25. 마녀 말킨스
26. 팽팽한 싸움